# Carthago Spartaria
Carthago Spartaria fue la denominación que recibió la ciudad española de Cartagena en la Antigüedad tardía, y especialmente durante la dominación bizantina de la ciudad, desde mediados del siglo VI hasta 622. Durante este periodo se convirtió, probablemente, en capital de la provincia de Spania.

## Historia

### Invasiones germánicas

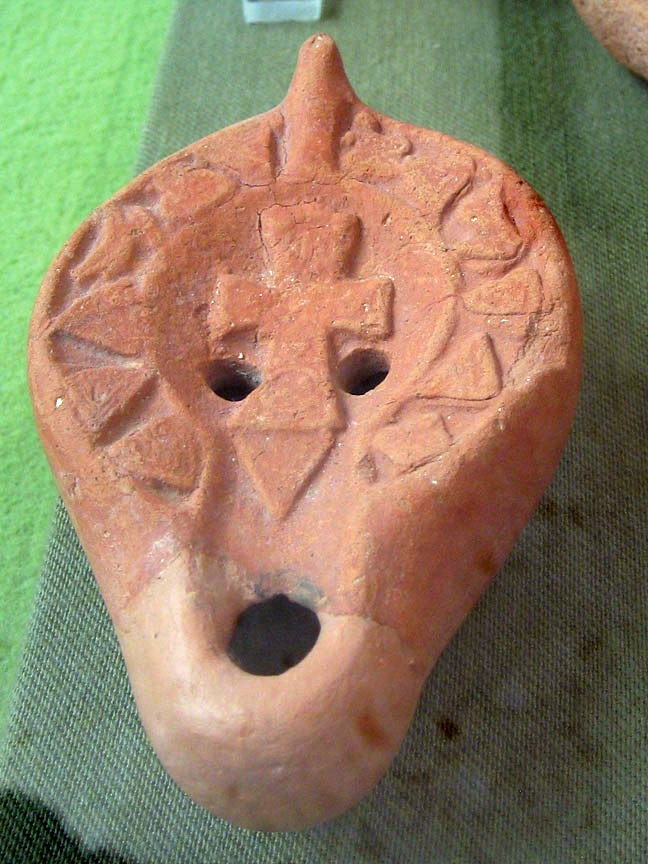
Lucerna bizantina. Museo Arqueológico de Cartagena.

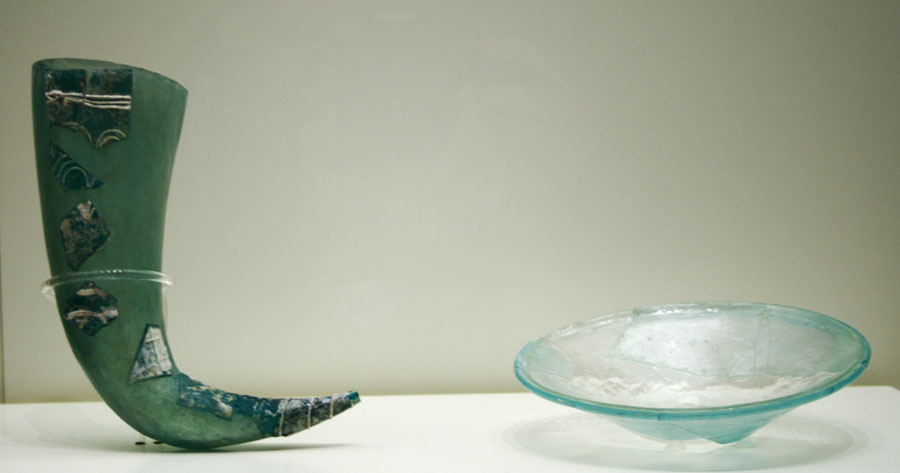
Objetos de vidrio. Museo del Teatro Romano.

La primera vez que la ciudad de Cartagena apareció referida como Carthago Spartaria fue en el Chronicon del historiador y obispo hispanorromano Hidacio (c. 400-c. 469), al describir su saqueo por parte de los vándalos en 425. Las fuentes relatan que previamente, en 411, la provincia Cartaginense había sufrido una ocupación por parte de los alanos, un pueblo nómada que había penetrado en Hispania dos años antes. Entre los estudiosos hay desacuerdo acerca de si dicha ocupación afectó también a Cartago Nova, su capital y sede de la diócesis del mismo nombre, si bien es seguro que poco después de estos hechos, los visigodos del rey Walia, aliados con el emperador Honorio, acudieron desde la Galia bajo el compromiso de restablecer la autoridad romana en la región, expulsando de Cartagena y otros lugares a alanos y demás pueblos invasores.
Dos años después del saqueo vándalo, la ciudad fue reclamada por los suevos de Ermengario, lo cual provocó la represalia vándala de manos de su monarca Gunderico, quien devastó Carthago Spartaria y sus estructuras defensivas para evitar que pudieran ser empleadas en su contra. Sin embargo, el pueblo de Gunderico no permaneció mucho más tiempo en Hispania, trasladándose al África romana, lo cual permitió la expansión de sus rivales suevos en la provincia que abandonaban. Estos fueron sin embargo rechazados por los hispanorromanos ante las murallas de Cartagena, revelando que la urbe pudo ser refortificada de nuevo, en una época en la que se ha podido además acreditar arqueológicamente un poblamiento concentrado sobre todo en las colinas de la Concepción y Molinete.
En 461 tuvo lugar en las costas de la península ibérica una batalla naval entre la armada romana de Mayoriano y la vándala, dirigida por Genserico. La derrota romana desvaneció las aspiraciones imperiales de reconquistar el norte de África a los germánicos, y aunque la flota romana estaba anclada en varios puertos entre Carthago Spartaria e Illici (Elche) cuando fue atacada por sorpresa, el combate fue conocido como la batalla de Cartagena.

### Ocupación bizantina
Tras la caída del Imperio de Occidente en 476, Cartagena pasó a poder de los visigodos, aunque manteniendo una población fuertemente romanizada. En el marco de las guerras civiles visigodas, a mitad del siglo VI una facción pide ayuda al emperador oriental Justiniano I, quien, tras una corta campaña, conquista una franja importante del sur de España.
La ciudad fue reconstruida y reamurallada, y dispuso de una ceca que emitía moneda producida en cobre y con inscripción en griego, en aquel momento la lengua común en la parte oriental del Imperio. Fue además rebautizada como «Justina» en honor del sucesor de Justiniano, el emperador Justino II.
La provincia bizantina de Spania en su época de mayor extensión, durante el reinado de Justiniano I, abarcaba casi todo el sur de España y parte del Algarve portugués, con ciudades como Malaca (Málaga), Corduba (Córdoba),  Begastri (Cehegín), Tingis (Tánger) o Illici.
Durante el periodo bizantino, la diócesis cartaginense era sede metropolitana. Destacó durante este periodo la figura de Liciniano, arzobispo de Cartagena, autor de varios escritos teológicos.
Durante el reinado del rey visigodo Leovigildo (568-586), estos consiguen arrebatar a los bizantinos una parte importante de la provincia Cartaginense. 
Las luchas por la defensa del territorio continúan durante los reinados de Recaredo I (586-601) y Sisebuto (612-621) y se pierden nuevas porciones de provincia a favor de los visigodos. 
La población hispanorromana de la ciudad soporta difícilmente la presión visigoda hasta que aproximadamente hacia 622, el rey visigodo Suintila, toma la ciudad. 
Según Isidoro de Sevilla, la ciudad fue completamente destruida hasta sus cimientos:

«Hoy día, de la ciudad, destruida por los godos, apenas quedan sus ruinas.»
Etymologiae.

Sin embargo, o bien la destrucción de Cartagena no fue total, o bien fue reconstruida, pues en 675, Munulo, obispo de Cartagena, aparece firmando una de las actas de los concilios de Toledo, lo que demuestra que 50 años después de su toma por los visigodos, había un obispo con su sede en la ciudad.
Después de la conquista musulmana de la península ibérica, la ciudad, aparentemente, continuaría dentro del reino visigodo de Teodomiro hasta 825, si bien el nombre de la ciudad no aparece en las capitulaciones de Teodomiro con los árabes.

### Capitalidad de la provincia de Spania
Existe un debate historiográfico acerca de qué ciudad entre las que fueron gobernadas por los bizantinos en Spania alcanzó la dignidad de capital del territorio, siendo las opciones consideradas Carthago Spartaria y Malaca. En favor de la primera se decantan historiadores y arqueólogos como Francisco José Presedo Velo (2003), Federico Santaella Pascual (2008) o Pablo Fuentes Hinojo (1998), quien enumera como motivos de su argumento su capitalidad de la extinta Cartaginense, la fortificación emprendida por el patricio Comenciolo –atestiguada por la lápida homónima–, la trascendencia de su arzobispo Liciniano y haber sido objeto de una «completa destrucción» a manos de Suintila. Otros autores, caso de Pedro Rodríguez Oliva (1985), se decantan sin embargo por señalar como opción más probable para esa capitalidad a Malaca.
Paralelamente, algunos académicos refieren a Corduba como capital, pero exclusivamente en la etapa más temprana de la provincia. En esta opinión se encuentra Heinrich Gelzer, citado por Edward Arthur Thompson (1969).

## Arqueología

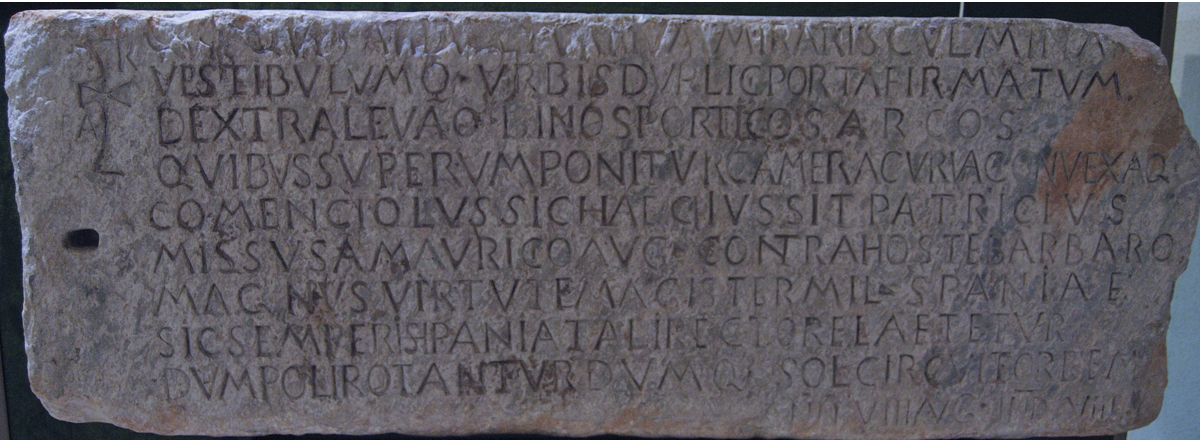
La lápida de Comenciolo.

### Lápida de Comenciolo
Quizás el más importante hallazgo epigráfico hasta la fecha sobre la presencia bizantina en España, la lápida de Comenciolo es el testimonio en mármol de la construcción de nuevas murallas en Cartagena, en época del emperador Mauricio (582-602). Originalmente situada sobre la puerta de entrada a la ciudad, fue redescubierta en 1698 y actualmente se exhibe en el Museo Arqueológico Municipal.

### Muralla
Entre 1983 y 1990 se excavó un yacimiento en la calle de la Soledad y alrededores, consistente en unos grandes muros de técnica opus quadratum, junto al que aparecieron materiales cerámicos del siglo VI, lo que hizo pensar en que se tratara del amurallamiento bizantino relatado por la lápida de Comenciolo. Posteriormente, el descubrimiento del cercano teatro romano otorgó las pistas necesarias para que se llegara a la conclusión de que el tramo de muralla descubierto era un aprovechamiento por parte de los bizantinos de uno de los pórticos que daban al teatro.
El tramo hallado en Soledad fue uno de los que rodeaban la ciudadela, que las tropas del Imperio de Oriente erigieron sobre las ruinas del teatro, en el que a su vez ya se había asentado un barrio comercial en el siglo V. Actualmente, la muralla bizantina es visitable en la parte inferior de la Sala de Exposiciones municipal.